# Cowboy

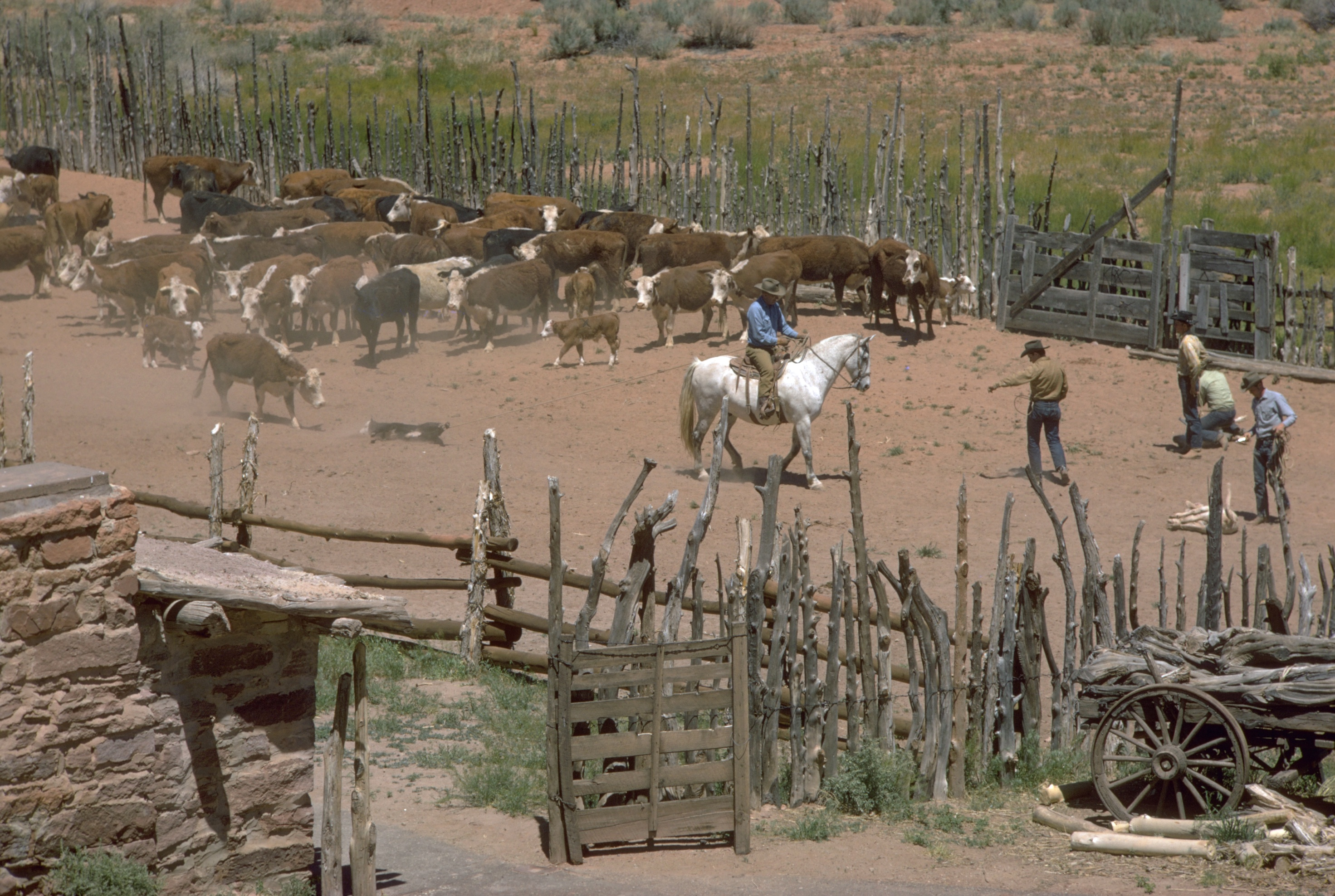
Cowboys beim Roundup, dem Zusammentrieb der Herden

Ein Cowboy ['kaʊbɔɪ] (englisch wörtlich: Kuhjunge) ist die in Nordamerika gebräuchliche Bezeichnung für einen Viehhirten. In anderen Regionen der Neuen Welt nennt man sie Gauchos (Argentinien, Paraguay, Uruguay), Huasos (Chile), Charros (Mexiko) oder Vaqueiros (Brasilien) bzw. Vaqueros (Venezuela). In Australien heißen sie Stockmen, in Italien Butteri.
Die Hauptzeit der Cowboys begann nach 1865, als riesige, verwilderte Rinderherden in Texas zusammengetrieben werden mussten, und endete um 1880. Bis zu ein Drittel der Viehtreiber waren Afroamerikaner, die nach einer Verfassungserweiterung 1865 zwar frei von der Sklaverei waren, aber ohne Besitz und Arbeit. Ebenso gab es Cowboys mexikanischer oder indianischer Herkunft. Auch heute noch gibt es einige Cowboys in Nordamerika. Allerdings hat sich die Arbeitsweise infolge der Industrialisierung der Landwirtschaft stark verändert. Doch auch moderne Rancher und Ranch-Angestellte bezeichnen sich als Cowboys und kleiden sich entsprechend.

## Der Alltag

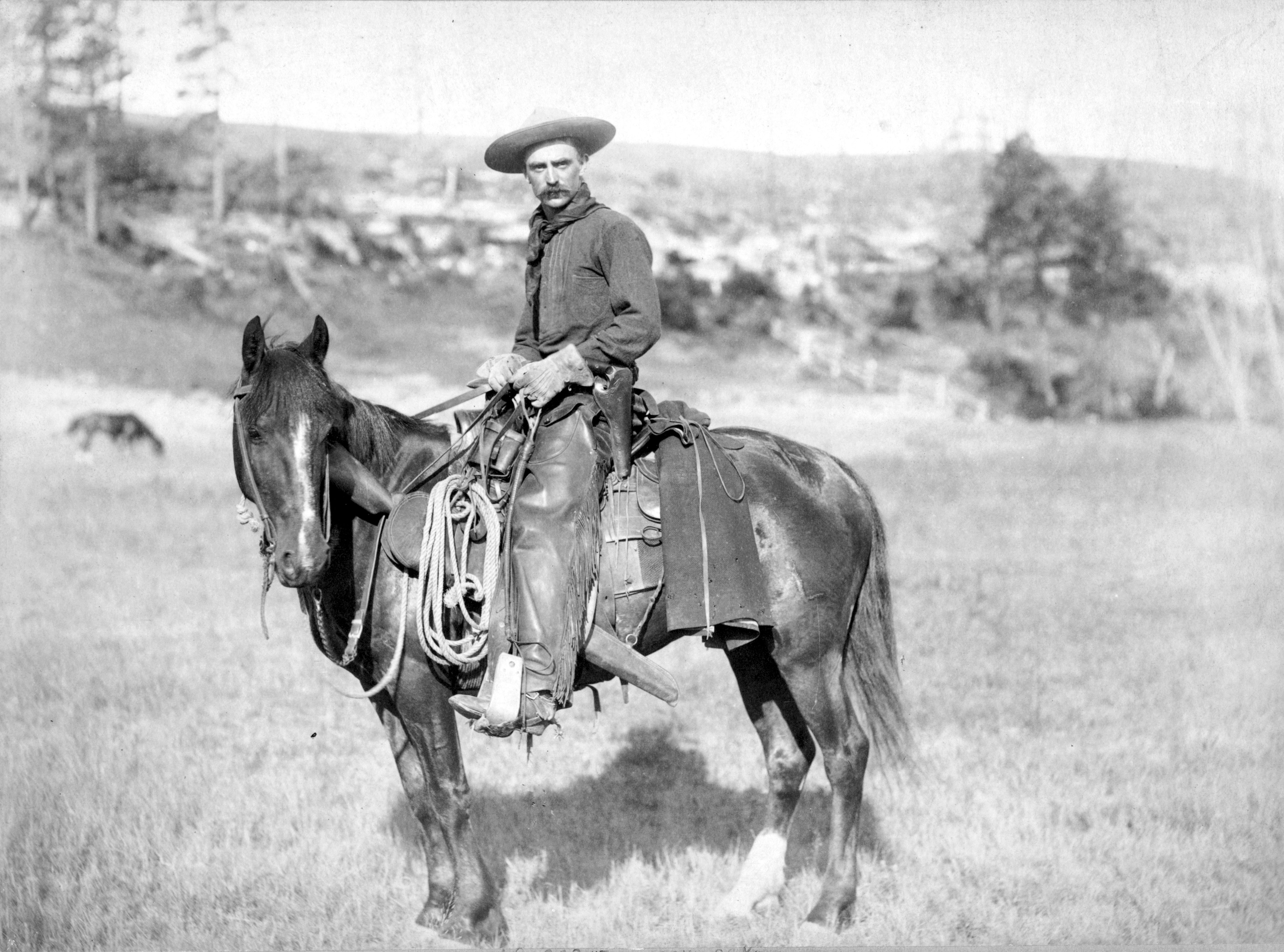
Cowboy, South Dakota um 1888

Der Beruf des Cowboys war vor allem im 19. Jahrhundert einer der schwersten, verbunden mit harter Arbeit und Entbehrungen. Ein Cowboy war oft zehn Stunden am Tag im Sattel mit wenig Unterbrechungen. Auf einem Viehtrieb spielte sich das ganze Leben im Freien ab: Es wurde im Freien gegessen, geschlafen und Bedürfnisse verrichtet. Oft kam man wochenlang nicht aus den Kleidern heraus, womit auch hygienische Herausforderungen verbunden waren.
Auf den Routen gab es viele Gefahren für die Cowboys: Indianer, Viehdiebe oder korrupte Landbesitzer, die Zölle erhoben. Vor allem letzteres eskalierte in den späten 1870er Jahren, als es in Texas und New Mexico zu den „Weidekriegen“ kam. Die Herden vergrößerten sich zu dieser Zeit, aber die Weidefläche wurde knapp. Während dieser Zeit wurden Cowboys in Schießereien und Gefechte verwickelt.
Auch wurden die Trails immer länger, da die Herden vom Weideland direkt zu den Schlachthöfen oder zu Verladebahnhöfen getrieben wurden. Zentren bzw. Umschlagplätze waren damals Abilene, Hays und Dodge City in Kansas. Wurde ein Trail erfolgreich beendet, bekamen die Cowboys ihren Lohn ausbezahlt und feierten ausgelassen in der Stadt. Nach Wochen der Entbehrung ging es meist in ein Badehaus, die Kleidung wurde gereinigt bzw. man hatte extra für diese Gelegenheit bessere Kleidung dabei. Dann wurden die Abende in Saloons oder Bordellen verbracht, bis es wieder auf den nächsten Trail ging.
Eine durchschnittliche Rinderherde bestand aus 3000 Stück Vieh. Um eine solche Herde zu hüten, wurden mindestens zehn Cowboys mit jeweils drei Pferden benötigt. Die Cowboys arbeiteten 24 Stunden am Tag in Schichten. Tagsüber trieben sie die Herde in die gewünschte Richtung, nachts bewachten sie die Herde, um Stampeden und Diebstähle zu vermeiden.
Die Aufgaben eines Cowboys waren sehr vielfältig. Nicht nur das Treiben der Rinder gehörte zu seinen Aufgaben, er war genauso zuständig für das Markieren der Rinder mit Brandzeichen sowie die gesundheitliche Betreuung der Tiere (z. B. beim Kalben). Waren die Cowboys auf Ranches, gab es auch dort eine Vielzahl von Arbeiten zu erledigen, wie zum Beispiel das Reparieren der Zäune. Auch heute sind die genannten Aufgaben noch fester Bestandteil der Cowboy-Arbeit. Allerdings ersetzten in modernen Viehzucht-Betrieben Quads mehr und mehr das Pferd, wobei die Pferde bei schwierigem Terrain oder bestimmten Aufgaben der Cowboy-Arbeit immer noch notwendig sind.

## Ausrüstung und Kleidung
Die Kleidung des Cowboys ist funktionale Arbeitskleidung – ursprünglich entsprach sie der Mode des 19. Jahrhunderts. Die Hosen waren grobe Wollhosen mit Ledereinlagen am Gesäß. Sie gingen über die Hüften hinauf und wurden meist mit Hosenträgern getragen. Die Hemden waren damals noch nicht durchgeknöpft, sondern mussten über den Kopf gezogen werden. Darüber trug man bei Bedarf eine Weste, das Gilet.
Vor allem die Dragriders, die am Ende der Rinderherden reitenden Cowboys, trugen Halstücher, die sie gegen den aufgewirbelten Staub über die Nase ziehen konnten. Für kalte Tage trug man Wolljacken oder Mäntel. Der Cowboyhut war ein sehr wichtiger Bestandteil, er schützte den Reiter vor Sonne und Regen. Weiter trug man Cowboystiefel, die es in vielen verschiedenen Designs und Ausführungen gab.
Die Ausrüstung eines Cowboys bestand aus dem Sattel, der das wichtigste Arbeitsgerät nach dem Lasso war. Die Stiefel waren mit Sporen versehen. Der teure Revolver vereinfachte lange Viehtriebe durch Indianergebiet, da Indianer zu dieser Zeit nicht über solch moderne Ausstattung verfügten. Im Gegensatz zu dem übertriebenen Vorkommen in Filmen besaßen wegen des hohen Kaufpreises nicht alle Cowboys Revolver. Alte Revolver-Modelle wurden zum Teil entsprechend von Vorderlader-Revolver auf Patronen umgerüstet. Des Weiteren gehörten Messer und Gewehr zur Standardbewaffnung der Cowboys. Um sich vor dornigem Gestrüpp zu schützen, wurden über den Hosen lederne Beinkleider, sogenannte Chaps getragen. Weitere Ausrüstungsgegenstände waren Essgeschirr und Besteck sowie eine Decke.
Um die Cowboys auf einem langen Viehtrieb zu versorgen, wurde dieser von einem Küchenwagen, dem Chuckwagon, begleitet. Diese waren perfekt auf das Mitführen von Vorräten und das Versorgen der Arbeiter mit Essen ausgelegt. Zum Team gehörte ein Koch, der den meist von Ochsen gezogenen Chuckwagon fuhr und ein Wrangler, der sich um die Remuda, die Ersatzpferde kümmerte. Der Koch war oft nicht nur für das Essen zuständig, sondern half auch bei kleineren Verletzungen, schlachtete, nähte, flickte, reparierte und betätigte sich auch als Barbier.

## Das Pferd
Im Laufe des 19. Jahrhunderts entstand aus dem Arbeitspferd des Cowboys das American Quarter Horse. Schwerpunkte bei der Auswahl des Arbeitspferdes waren nicht nur die physischen Eigenschaften, sondern auch das Interieur. Das Pferd musste ohne Hände zu dirigieren sein, um die Hände für die Arbeit mit dem Lasso frei zu halten. Dazu wurden die Tiere nur durch Beinkontakte oder Pfiffe bzw. Zurufe gesteuert. Auch mussten diese Pferde für die Arbeit mit fliehenden Rindern extrem wendig sein und den so genannten Cow Sense (Sinn) besitzen. Häufig gehörte das Pferd nicht dem Cowboy, sondern wurde ihm von seinem Arbeitgeber zur Verfügung gestellt.

## Der Cowboy wird zur Legende
Besonders in den 1930er Jahren wurde eine nostalgische, romantisierte Version des Cowboys – und auch des Cowgirls – in den USA zu einer Modeerscheinung. Es etablierte sich ein bestimmtes Image des Cowboys mit äußeren Kennzeichen Hut, Stiefel, Pferd und Waffe als eines sehr männlichen, harten und wilden Mannes.
Diese spiegelte sich z. B. in Comics, in der Country-Musik, in der Mode und vor allem im Western wider. Die meisten klassischen Westernfilme zeigen das Cowboyleben nicht direkt; eine nennenswerte Ausnahme ist Panik am roten Fluss (Red River) aus dem Jahre 1948. Manche subkulturellen Szenen pflegen diese Faszination Cowboy, betreiben einen regelrechten Kult und stilisieren Elemente des Cowboy-Images. Eine neue Facette fügte 2005 der Film Brokeback Mountain dem Cowboy-Kult hinzu, der das gängige Stereotyp und das dahinter stehende Männlichkeitsideal in einigen Punkten deutlich akzentuiert und relativiert.
Der amerikanische Cowboy bildete, allein weil er der Mythos einer ultra-individuellen Gesellschaft ohne vorbürgerliche Wurzeln war, ein ungewöhnlich wirkungsvolles Vehikel für Träume. Die Erfindung des Wilden Westen ist rein symbolisch, insofern sie die Erfahrung einer Gruppe Marginalisierter verallgemeinert.
Auch die Tabakindustrie nutzt diese Faszination für ihre Werbung. Insbesondere die Philip-Morris-Marke Marlboro griff den Mythos Cowboy mit dem sogenannten Marlboro-Man auf und schuf damit ein werbewirksames Stereotyp.

## Cowboykleidung heute

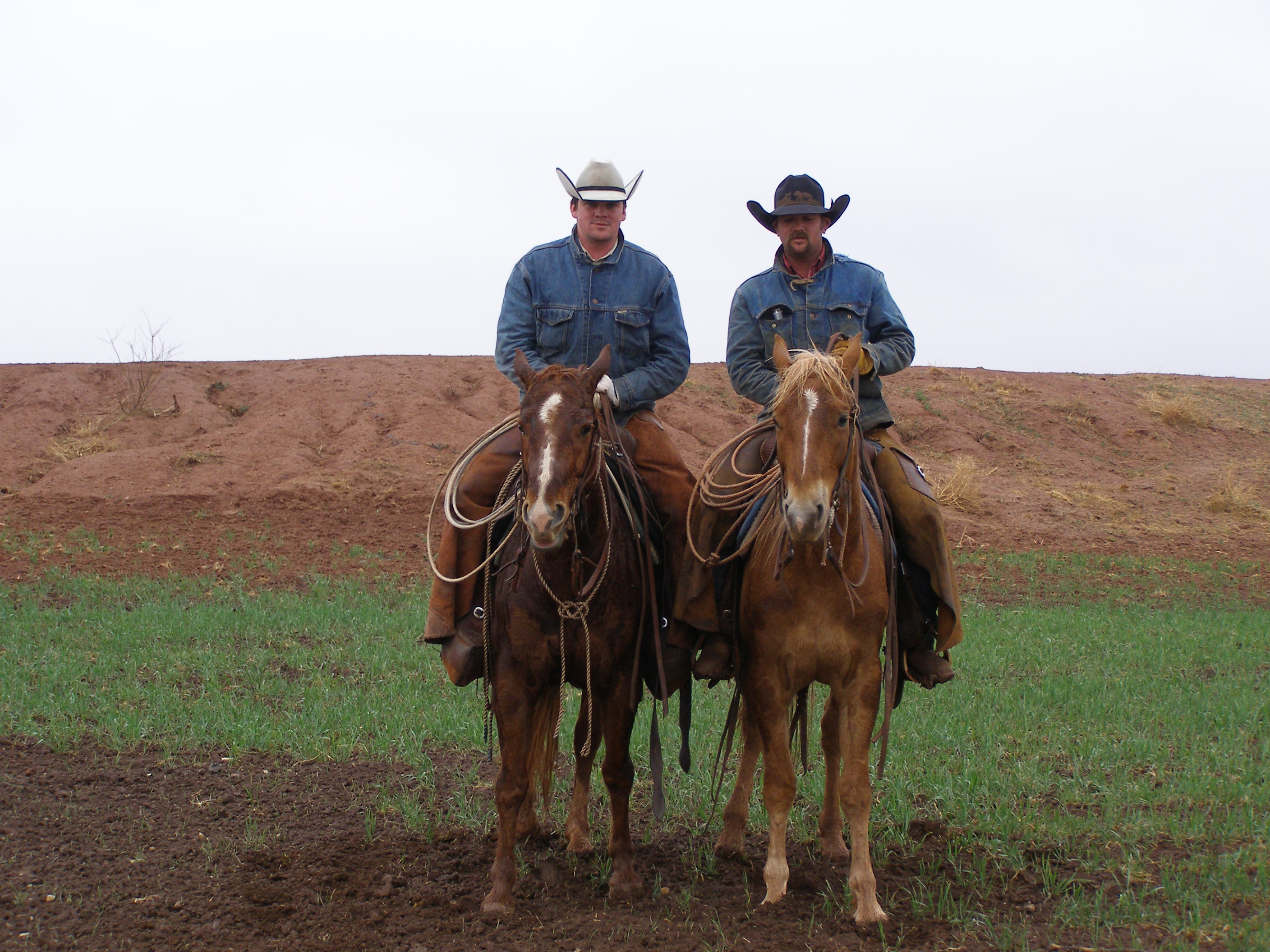
Heutige Cowboys, Benjamin, Texas 2006

Auch in der Kleidermode taucht dieses Thema bis heute in regelmäßigen Abständen wieder auf. Markanteste Zitate der Mode sind Cowboyhut und Cowboystiefel, wobei sich allerdings nur der Stiefel zeitweise in der Alltagsmode der breiten Bevölkerung etablieren kann. Zudem wird Cowboykleidung als alltägliches Gebrauchselement von Reitern getragen, vor allem beim Westernreiten, das sich in wesentlichen Punkten vom klassischen englischen Reiten unterscheidet. Der Cowboyhut wird nach dem wichtigsten Hersteller auch Stetson genannt. Schmuckelement ist die sogenannte Cowboykrawatte Bolotie, mit der der Hemdkragen abgeschlossen wird.
Innerhalb der LGBT-Community entwickelte sich eine Gay-Cowboy-Subkultur, in der homosexuelle Männer Elemente der traditionellen Cowboy-Kultur übernehmen, darunter Kleidung wie Jeans, Karohemden, Stiefel und Cowboyhüte sowie bestimmte Verhaltensweisen. Diese Subkultur entstand zunächst im Westen der USA und in Mexiko und verbreitete sich später in andere Regionen Nordamerikas. Sie verbindet die Symbolik von Männlichkeit und ländlicher Lebensweise mit einer explizit schwulen Identität.

## Gedenkstätte
Die Grant-Kohrs Ranch National Historic Site bei Deer Lodge in Montana erinnert an die Zeit der Open Range, als private Rancher ihre Herden unreglementiert auf öffentlichem Land weiden und durch Cowboys auf den langen Viehtrieben zur Eisenbahn treiben ließen. Sie ist seit 1972 im Besitz des Bundes, wird durch den National Park Service verwaltet und als aktive Ranch betrieben. Besucher können die Viehwirtschaft im Stil des späten 19. Jahrhunderts erleben und an Living-History-Vorführungen teilnehmen.